# 1867
Évszázadok: 18. század – 19. század – 20. század
Évtizedek: 1810-es évek – 1820-as évek – 1830-as évek – 1840-es évek – 1850-es évek – 1860-as évek – 1870-es évek – 1880-as évek – 1890-es évek – 1900-as évek – 1910-es évek
Évek: 1862 – 1863 – 1864 – 1865 –  1866 – 1867 – 1868 – 1869 – 1870 – 1871 – 1872

## Események

### Határozott dátumú események
- január 23. – Az olasz királyi dekrétum értelmében hivatalosan feloszlatják az Olaszországban szolgálatot teljesítő magyar légiót.[1]
- február 17. – I. Ferenc József császár és király Id. gróf Andrássy Gyulát kéri fel kormányalakításra.[2]
- február 20. – Hivatalba lép az Andrássy-kormány.[2]
- március 30. – Az Amerikai Egyesült Államok 7,2 millió dollárért megvásárolja Alaszkát az Orosz Birodalomtól.[3]
- április 1. – Szingapúr a Brit Birodalom koronagyarmata lesz.
- május 28. – A Magyarország című kormánypárti lap e napi számában megjelenik Kossuth Lajosnak Deák Ferenchez írott – a történelemben Cassandra-levélként ismert – nyílt levele.[4]
- május 29. – A magyar országgyűlés megszavazza az 1867. évi XII. törvénycikket a kiegyezésről,[2] mely szerint a két ország élén  közös uralkodó áll (I. Ferenc József magyar király és osztrák császár). (A külügy, a hadügy és az ezekkel kapcsolatos pénzügyek közösek. Vám- és kereskedelmi unió Ausztriával. Létrejön az Osztrák–Magyar Monarchia.)
- június 8. – Megkoronázzák I. Ferenc József királyt[2] és Erzsébet királynét a Budavári Nagyboldogasszony templomban.)
- június 19. – Queretaróban kivégzik I. Miksa mexikói császárt.[5]
- július 1. – A brit birodalmon belül Új-Skócia, Új-Brunswick és Kanada tartomány (utóbbiból a mai Ontario és Quebec lett) egyesüléséből létrejön Kanada Domínium, a későbbi független ország elődje.[6]
- július 28. – Az Osztrák–Magyar Monarchia hivatalos megalakulása, amikor Ferenc József, Ausztria császára és Magyarország királya aláírásával szentesíti a Habsburg Birodalom és a Magyar Királyság között létrejött kiegyezés törvényeit és rendelkezéseit.[2]
- november 9. – Japánban visszaállítják a császárság hatalmát, megszűnik a sógunátus (Meidzsi-restauráció).
- december 27. – Magyarországon az 1867. évi XVII. törvénycikk kimondja az izraeliták egyenjogúságát.[7]

### Határozatlan dátumú események
- az év folyamán –
  - József Károly Lajos főherceg a Margit-szigeten megfúratja Zsigmondy Vilmossal az első termálvizes kutat.[8]
  - Németországban először észlelik a filoxérát.[9]

## Az év témái

### 1867 a tudományban
- Az első írógép elkészítése.
- november 25. – Alfred Nobel szabadalmaztatja a dinamitot.
- Werner von Siemens elkészíti a dinamót.
- A vasbeton alkalmazása az építkezésben.
- Megindul a távíróforgalom Budapest és Bécs között.

## Születések
- január 2. – Kertész Kálmán zoológus, entomológus, az MTA tagja († 1922)
- január 11. – Edward Bradford Titchener angol pszichológus, akinek nevét saját pszichológiai irányzata, a strukturalizmus tette híressé († 1927)
- február 5. – Baranski Gyula ügyvéd, gyorsíró, politikus († 1953)
- február 27. – Irving Fisher amerikai közgazdász († 1947)
- március 25. – Arturo Toscanini olasz-amerikai karmester († 1957)
- április 29. – Fényes Adolf festőművész († 1945)
- május 6. – Iványi-Grünwald Béla festő († 1940)
- május 13. – Dávid Béla költő († 1891)
- május 26. – Jakabházy Zsigmond farmakológus, orvos, az MTA tagja († 1945)
- június 4. – Carl Gustaf Emil von Mannerheim finn marsall, politikus, hadvezér a II. világháború idején († 1951)
- június 8. – Frank Lloyd Wright amerikai építész († 1959)
- június 28. – Luigi Pirandello olasz drámaíró, novellista († 1936)
- július 29. – Berthold Oppenheim rabbi († 1942)
- augusztus 14. – John Galsworthy Nobel-díjas angol író († 1933)
- augusztus 25. – Márk Lajos festőművész († 1942)
- szeptember 17. – Konek Frigyes kémikus, vegyészmérnök, az MTA tagja († 1945)
- október 10. – Bellosics Bálint magyar etnográfus és pedagógus († 1916)
- november 4. – Kapoli Antal Kossuth-díjas magyar faragó pásztor, a népművészet mestere († 1957)
- november 7. – Marie Curie fizikai és kémiai Nobel-díjas lengyel származású francia fizikus († 1934)
- november 30. – Vaszary János festő († 1937)
- december 1. – Vernon Lyman Kellogg amerikai entomológus, fejlődésbiológus és tudományos adminisztrátor († 1937)
- december 5. – Józef Piłsudski lengyel államférfi, katona, a második Lengyel Köztársaság első államfője († 1935)
- december 5. – Antti Amatus Aarne finn mesekutató († 1925)

## Halálozások
- február 4. – Csajak János, evangélikus lelkész, költő (* 1830)
- február 10. – Pákh Albert ügyvéd, az MTA levelező, valamint a Kisfaludy Társaság rendes tagja, a Vasárnapi Ujság alapítója (* 1823)
- február 19. – István nádor, (* 1817)
- március 6. – Hild József, építész (* 1789)
- április 16. – Deczky Károly, gimnáziumi tanuló, költő (* 1848)
- június 23. – Armand Trousseau(wd) francia orvos, belgyógyász (* 1801)
- szeptember 27. – Auguste Perdonnet(wd) francia vasútépítő mérnök (* 1801)
- október 15. – Balogh Sámuel, református lelkész, író, a Magyar Tudományos Akadémia levelező tagja (* 1796)
- október 23. – Franz Bopp, német nyelvész, az összehasonlító nyelvtudomány egyik megalapítója (* 1791)
- november 16. – Benedek Lajos, magyar esperes (* 1799)
- november 19. – Dósa Elek, jogi doktor, akadémiai jogtanár, a képviselőház alelnöke, az MTA tiszteleti tagja, költő (*;1803)
- december 11. – Bérczy Károly, író (* 1821)
- december 15. – Ganz Ábrahám vasöntőmester, gyáros, a magyar nehézipar egyik megteremtője (* 1814)
- december 16. – Jacques Triger(wd) francia geológus (* 1801)
- december 22. – Jean-Victor Poncelet, francia matematikus, mérnök-tábornok (* 1788)
- december 23. – Bethlen Gergely, honvéd ezredes, az olasz királyi hadsereg tábornoka (* 1810 vagy 1812)
- december 26. – Kossics József, magyar-szlovén író, költő, néprajztudós, római katolikus pap (* 1788)